# Helicopter Rapid
Die Helicopter Rapid ist eine Stromschnelle des Motu River in der Region Bay of Plenty auf der Nordinsel Neuseelands. Sie liegt nordöstlich und stromabwärts der Boulder Rapid in der Raukumara Range.